# تعزيز الديمقراطية

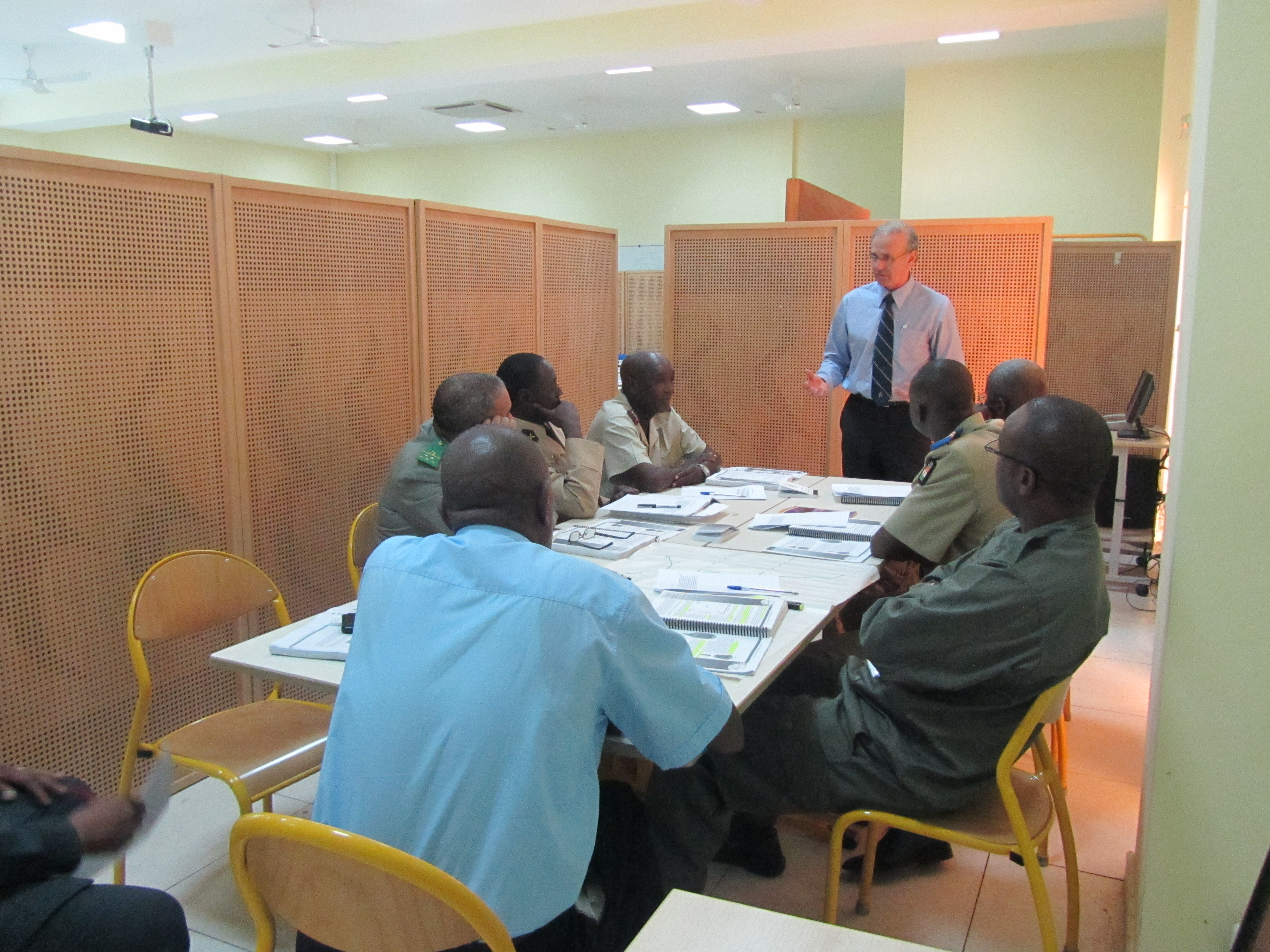

تعزيز الديمقراطية، والتي يمكن الإشارة إليها أيضًا باسم مساعدة الديمقراطية أو دعم الديمقراطية أو بناء الديمقراطية، هي جزء من السياسة الخارجية التي تتبناها الحكومات والمنظمات الدولية التي تسعى إلى دعم نشر الديمقراطية كنظام سياسي في جميع أنحاء العالم. تتضمّن أسباب دعم الديمقراطية الاعتقاد بأن البلدان التي لديها نظام حكم ديمقراطي أقل احتمالًا لخوض الحرب، ومن المحتمل أن تكون أفضل حالًا اقتصاديًا وأكثر انسجامًا اجتماعيًا.
يقترح بعض الأشخاص مثل نعوم تشومسكي دافعًا آخر لتعزيز الديمقراطية باعتبارها مبررًا لشنّ حرب ضد البلدان الغنية بالموارد الطبيعية مثل النفط أو للوصول إلى الأسواق.
حصلت تجارب عديدة في السنوات العشرين الماضية. بعد سقوط الستار الحديدي في عام 1989، كانت هناك موجة من الانتقالات الديمقراطية في الدول الشيوعية السابقة، وخاصة في أوروبا الوسطى والشرقية. وفقًا لفريدم هاوس، ارتفع عدد الأنظمة الديمقراطية من 41 من أصل 150 دولة في عام 1974 إلى 123 من أصل 192 دولة في عام 2006. ومع ذلك، تباطأت وتيرة الانتقال إلى حد كبير منذ بداية القرن الحادي والعشرين، ما دفع البعض إلى الاعتقاد بأن الديمقراطية -بعيدًا عن التقدم- قد تكون في الواقع معرضة للتهديد. في السنوات الأخيرة، يشير الباحثون إلى ما يسمى العجز الديمقراطي في البلدان التي توجد فيها أنظمة ديمقراطية مسبقًا، بما فيها بريطانيا والولايات المتحدة والاتحاد الأوروبي.
إن التحدي الملموس الذي يواجه الديمقراطية حاليًا في جميع أنحاء العالم -سواء في البلدان التي تكون فيها الديمقراطية في صلب نظام الحكم أو البلدان التي لا تكون فيها الديمقراطية كذلك- هو تشجيع الأكاديميين والممارسين على إعادة تقييم ما يعنيه تعزيز الديمقراطية أو دعمها أو مساعدتها في حالة ما بعد الحرب الباردة.

## التعريف
نوقش التعريف الدقيق لتعزيز الديمقراطية لأكثر من 25 عامًا. يُعدّ تعدد المصطلحات المستخدمة دليلًا على تعددية الآراء والنهج من جانب الجهات الفاعلة الدولية، سواء كانت الحكومات أو المنظمات غير الحكومية أو الأطراف الثالثة الأخرى. على سبيل المثال، يمكن أن يرى البعض مصطلح (تعزيز) تطفّليًا للغاية أو ينطوي على تدخل خارجي، بينما يمكن أن ينظر البعض إلى (دعم) على أنه آمن أكثر، في حين يراه آخرون غير حازم بدرجة كافية. في هذه الأيام تميل الاختلافات إلى الانقسام إلى معسكرين رئيسيين: أولئك الذين يرون تعزيز الديمقراطية أنها عملية سياسية من ناحية وأولئك الذين يرون أنها عملية تنموية من ناحية أخرى.
«كان هذا التقسيم الأساسي بين المنهج السياسي والتنموي قائمًا بشكل بدائي في مجال دعم الديمقراطية لسنوات عديدة. لكنه أصبح أكثر وضوحًا خلال هذا العقد، إذ يواجه مقدمو المساعدة الديمقراطية عالمًا يتضمن بازدياد بلدانًا لا تتفق مع المسارات الانتقالية السياسية الواضحة أو المتماسكة. [...] ينتقد بعض أتباع المنهج التنموي المنهج السياسي لأنه يتحول بسهولة إلى مواجهة الحكومات «المضيفة» وينتج ردود فعل مضادة غير مفيدة. وفي الوقت نفسه، يعيب بعض أتباع المنهج السياسي المنهج التنموي لكونه غامضًا وغير حازم في عالم تعلّم فيه الكثير من القادة ممارسة لعبة الإصلاح مع المجتمع الدولي، وينال قدرًا كبيرًا من المساعدات السياسية الخارجية إلا أنه يتجنب الدمقرطة الحقيقية».
توماس كاروثرز، «مساعدة الديمقراطية: المنهج السياسي مقابل المنهج التنموي»، في مجلة الديمقراطية، المجلد 20، العدد 1، يناير 2009، ص 5-6
يكمن جزء من المشكلة على الأقل في غياب اتفاق في الآراء حول ماهية الديمقراطية. في الواقع، أشار الأستاذ الراحل دبليو بي غالي إلى استحالة إيجاد إجابة ثابتة لمثل هذا السؤال، من خلال إدراج الديمقراطية في قائمة «المفاهيم المتنازع عليها جوهريًا». حتى الآن، أدى الخلاف حول التعاريف إلى تركيز بعض الجهات الفاعلة على دعم النظم الفنية للحكم الديمقراطي (الانتخابات والهياكل الحكومية وما شابه ذلك)، بينما يتخذ آخرون النهج التصاعدي لتعزيز مشاركة المواطنين وبناء مجتمع مدني وسياسي قوي لإعداد الأرض التي يمكن أن تقوم عليها أنظمة الحكم.

## الأنواع
إن تعزيز الديمقراطية له نمطان رئيسيان يعتمدان على نوع الدمقرطة التي تتعامل معها الدولة: التدخل الخارجي واعتباره حلًا للحرب الأهلية، أو دعم الدفع الداخلي للإصلاح. ينقسم دعاة تعزيز الديمقراطية بشأن النمط الذي يميل إلى أن يكون أكثر نجاحًا بالنسبة للموارد التي تستثمرها برامج تعزيز الديمقراطية؛ وهم منقسمون بالمثل بشأن عناصر عملية إرساء الديمقراطية وعواملها الأكثر أهمية لنجاح توطيد الديمقراطية.

### دمقرطة ما بعد الحرب الأهلية
تتسبّب الحروب الأهلية بعدد من المشاكل في الديمقراطية. وجدت لورا أرمي وروبرت ماكناب أنه كلما طال أمد الحرب الأهلية وزاد عدد الضحايا، أصبحت الفصائل المتحاربة أكثر عدائية فيما بينها؛ هذا العداء بدوره يجعل توطيد الاستقرار وفق شروط التنافس السلمي -المطلوب في النظام الديمقراطي- أكثر صعوبة. وبشكل مثير للجدل بشأن تعزيز الديمقراطية، وجدت الدراسة ذاتها أن الانتصارات السريعة والحاسمة لفصيل واحد -حتى لو كان لتمرد ظاهري مؤيد للديموقراطية- تثبط بالمثل التنافس الانتخابي السلمي من أجل السيطرة على الحكومة بعد انتهاء الصراع. اقترح ليونارد وانتشكون أن واحدة من أكثر القوى الموثوقة للدمقرطة هي حرب أهلية وصلت إلى طريق مسدود، إذ يصبح فيها الدافع الأصلي للنزاع غير ذي صلة مع ارتفاع التكاليف؛ هذا يدفع الفصائل إلى اللجوء إلى مجموعة من المحكّمين الداخليين والخارجيين لصياغة اتفاق لتقاسم السلطة: الانتخابات والمؤسسات المحايدة الخارجية لضمان مشاركة كل فصيل في الديمقراطية الجديدة بشكل عادل.

#### التدخل الخارجي
تشهد التدخلات الخارجية مستويات مختلفة من نجاح الدمقرطة اعتمادًا على نوع المتدخّل ونوع التدخل ومستوى تعاون النخبة قبل التدخل. يُعدّ مستوى الحياد وعدم الاهتمام الجيوسياسي الذي يمتلكه المتدخل مهمًا، بالإضافة إلى شدة انتهاك التدخل للسيادة. يمكن تسليط الضوء على الاختلافات بثلاثة أمثلة: مهام مراقبة محايدة ومتوارية عن الأنظار في الغالب مثل مراقبي الأمم المتحدة للانتخابات في نيكاراغوا في عام 1989؛ مهمة IFOR متعددة الأطراف التابعة للناتو في يوغوسلافيا لفرض قرار مجلس الأمن 1031 التابع للأمم المتحدة في عام 1995؛ والتدخل الأحادي الجانب المزعزع للاستقرار الذي تجسّد في الغزو الأمريكي للعراق عام 2003. هدفت جميع المهام الثلاث على مستوى ما إلى تعزيز الديمقراطية، بدرجات متفاوتة من النجاح. وجد مايكل دويل ونيكولاس سامبانس أن بعثات حفظ السلام الأكثر نجاحًا في إنتاج ديمقراطيات فتية لديها سلطات قوية تدعمها، لكنها لا تميل إلى أن تتمحور حول التنفيذ العسكري. تتألف تدخلات الدمقرطة الناجحة من مراقبة التزام الفصائل بتسويتها التفاوضية، في حين أن أكثرها نجاحًا تشمل بناء الدولة على نطاق واسع (مثل تحسين كفاءة الحكومة والكفاءة المهنية، أو مساعدة البنية التحتية الكلاسيكية).